# کنچیتا بائوتیستا
کُنچیتا بائوتیستا (اسپانیایی: Conchita Bautista‎؛ زادهٔ ۲۷ اکتبر ۱۹۳۶) خواننده و بازیگر اهل اسپانیا است.
او طی سال‌های ۱۹۶۱ تا ۱۹۶۵ میلادی، حضوری فعال در مسابقات آواز یوروویژن داشت.